# Мухаммад Бакір ас-Садр
Мухаммад Бакір ас-Садр (араб. محمد باقر الصدر, трансліт. Muḥammad Bāqir al-Ṣadr ; 1935—1980), також відомий як аш-Шахід аль-Хаміс (араб. الشهيد الخامس, трансліт. al-Shahīd al-Khāmis, латиніз. the fifth martyr) — іракський ісламський учений, філософ та ідейний засновник ісламської партії Дава. Він був тестем Муктади ас-Садра, двоюрідного брата Мухаммада Садека ас-Садра та імама Муси ас-Садра. Його батько Хайдар ас-Садр був високоповажним шиїтським священнослужителем. Його родовід можна простежити до пророка Мухаммеда через сьомого шиїтського імама Мусу аль-Казіма. Мухаммад Бакір ас-Садр був страчений у 1980 році режимом Саддама Хусейна разом із його сестрою Аміною Садр Бінт аль-Худа.

## Біографія
Мухаммад Бакір ас-Садр народився в місті Кадімія, що у передмісті Багдада, у відомій родині ас-Садр, яка походить з регіону Джабаль-Амель у Лівані. Батько помер у 1937 році, залишивши сім'ю в злиднях. У 1945 році родина переїхала до священного міста Наджаф, де ас-Садр провів решту свого життя. Він був обдарованою дитиною, у віці 10 років читав лекції з історії ісламу. В одинадцять він був студентом логіки. Він написав книгу з критикою матеріалістичної філософії, коли йому було 24 роки. Аль-Садр вивчав релігієзнавство в релігійних семінаріях під керівництвом аль-Хої та Мухсіна аль-Хакіма та почав викладати у віці 25 років.

### Боротьба проти Саддама Гусейна
Роботи ас-Садра викликали гнів партії Баас, що призвело до неодноразового ув'язнення, де його часто катували. Незважаючи на це, після звільнення він продовжив свою роботу. Коли баасисти заарештували ас-Садра в 1977 році, його сестра Аміна Садр бінт аль-Худа виступила з промовою в мечеті Імама Алі в Наджафі, запросивши людей на демонстрацію. Провели багато демонстрацій, що змусило баасистів звільнити ас-Садра, якого помістили під домашній арешт.
У 1979—1980 роках у шиїтських районах Іраку виникли заворушення проти баасистських груп. Гусейн та його заступники вважали, що заворушення були інспіровані Іранською революцією та підбурені урядом Ірану. Після революції в Ірані шиїтська громада Іраку закликала Мохаммада Бакіра ас-Садра стати їхнім «іракським аятолою Хомейні», який очолить повстання проти режиму Баас. Лідери громад, глави племен і сотні звичайних представників громадськості висловилися на вірність ас-Садру. Потім у травні 1979 року спалахнули протести в Багдаді та переважно шиїтських провінціях на півдні. Дев'ять днів розгорталися протести проти режиму, але були придушені режимом. Ув'язнення священнослужителя призвело до чергової хвилі протестів у червні після основоположного потужного заклику сестри ас-Садра Бінт аль-Худи. Далі розгорнулися сутички між силовиками та протестувальниками. Наджаф був взятий в облогу, тисячі були піддані тортурам і страчені. Ас-Садр видав фетву, яка забороняє членство в правлячій партії Баас. На заклик уряду відкликати це він відмовився.

### Страта
Бакір ас-Садр був заарештований 5 квітня 1980 року разом зі своєю сестрою Саїдою бінт аль-Худою. Вони сформували потужний бойовий рух в опозицію до режиму Саддама Хусейна.
9 квітня 1980 року ас-Садр і його сестра були вбиті. На тілах було видно сліди тортур.
У голову ас-Садра вбили залізний цвях, а потім його підпалили в Наджафі. Повідомлялося, що їх убив сам Саддам Хусейн. Баасисти доставили тіла Бакіра ас-Садра і Бінт аль-Худи їхньому двоюрідному брату Мохаммаду ас-Садру.

## Відомі учні
- Хасан Насралла
- Мухаммад Хусейн Фадлуллах
- Аббас аль-Мусаві